# يافوخ
اليافوخ (الجمع: يآفيخ) أو النافوخ (بالإنجليزية: Fontanelle)‏ هو ملمح تشريحي لجمجمة الأطفال الرضع.

## التشريح
اليوافيخ (جمع يافوخ) هي بقع لينة في رأس الأطفال الرضع ،والتي تسمح بتداخل عظام جمجمة الطفل فيما بينها أثناء الولادة ،وبالتالي سهولة نزول رأس الطفل من خلال قناة الولادة. تعظّم عظام الجمجمة يعمل على غلق اليوافيخ بعد عام ونصف إلى عامين من الولادة.
تتكون جمجمة الطفل حديث الولادة من خمس عظمات رئيسية وهي : عظمتان جبهيتان (frontal bone)، عظمتان جداريتان (paritetal bone)، عظمة قذالية (occipital bone). يوجد أربعة يوافيخ في دماغ حديث الولادة وهي : اليافوخ الامامي، الخلفي، الخشائي (mastoid)، الوتدي(sphenoidal).
اليافوخ الخلفي: منطقة صغيرة الحجم مغطاة بغشاء متين، تقع عند التقاء العظمتين الجداريتين مع العظمة القذالية. ينغلق هذا اليافوخ خلال الشهر الثالث بعد الولادة.
اليافوخ الامامي: أكبر حجما من اليافوخ الخلفي، معين الشكل، يقع عند التقاء العظمتين الجبهيتين مع العظمتين الجداريتين. وينغلق في سن العامين.
يقع كلا من اليافوخين صغيري الحجم الخشائي والوتدي على جانبي الرأس بحيث أن الخشائي في الخلف، والوتدي في الامام.

## الأهمية الطبية
يكون اليافوخ غائراً في حالات الجفاف، بينما يكون منتفخاً في حالات ارتفاع الضغط داخل الدماغ. اليافوخ يتميز بوجود نبض وهذا شيء طبيعي جداً. قد يخاف الآباء على أبنائهم من خطر الإصابة في منطقة اليافوخ ولكن لحسن الحظ فإن اليافوخ مغطى بطبقة شديدة المتانة ومن الصعب اختراقها.

## معرض صور

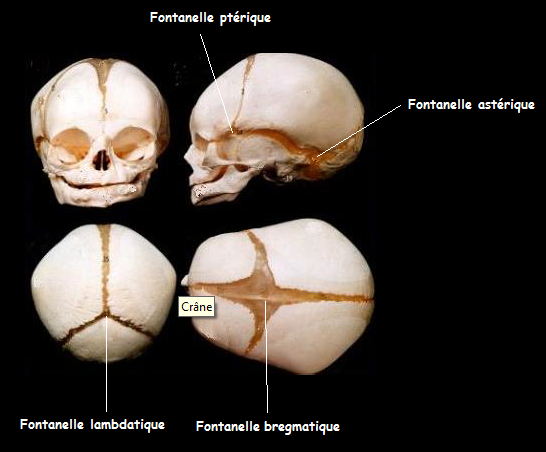
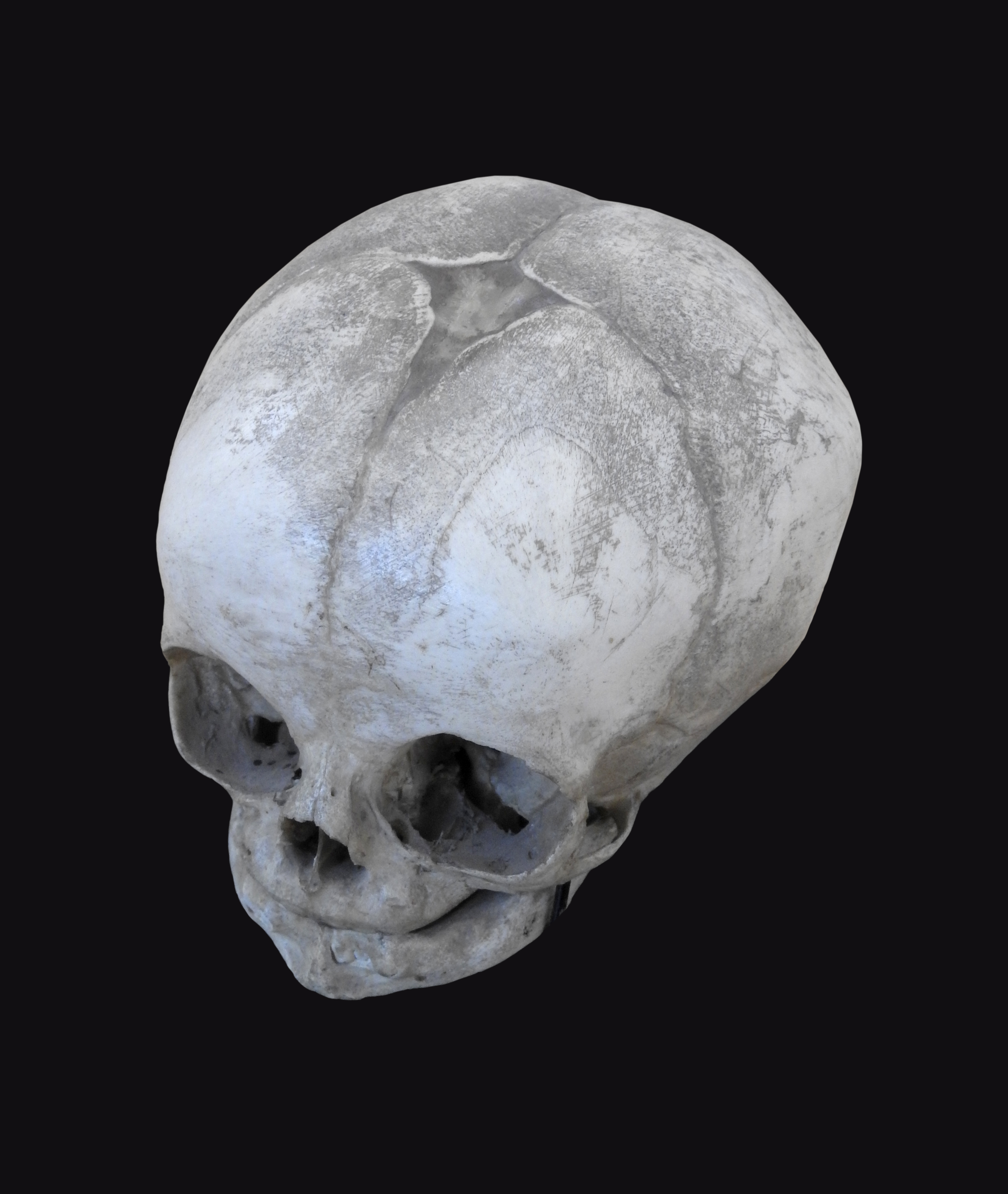
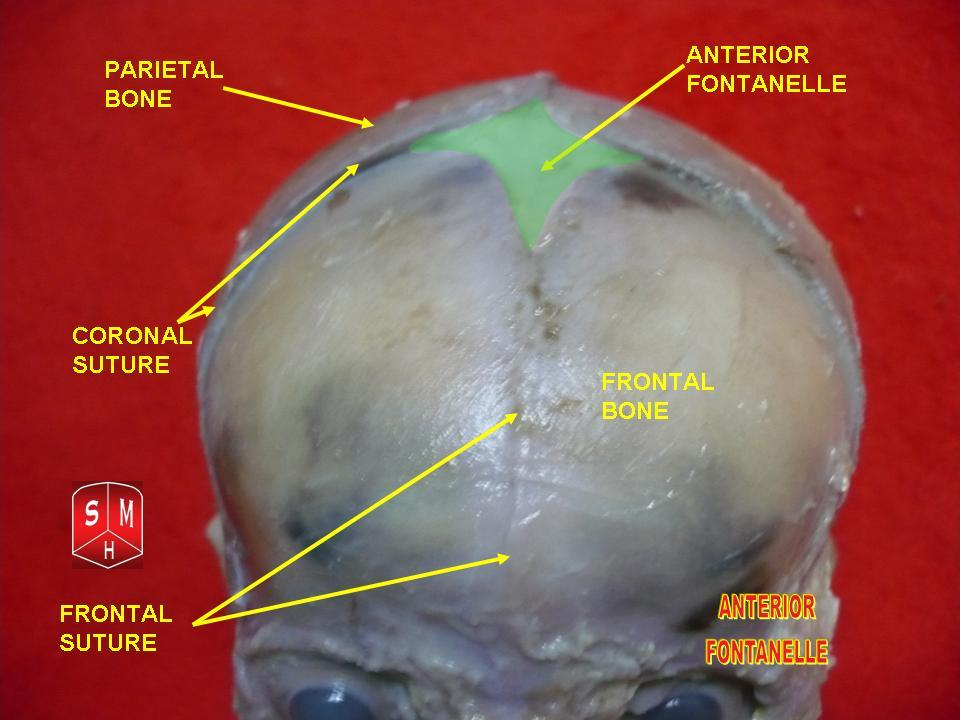
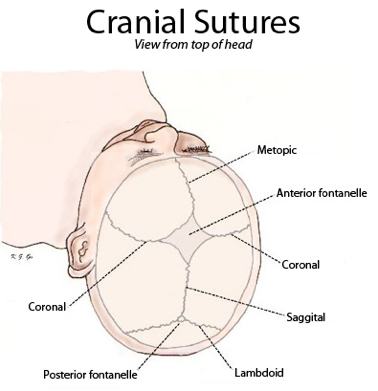